# John Wagner
John Wagner (Pennsylvania, 1949) è un fumettista britannico.
Insieme a Pat Mills, è considerato l'artefice della rinascita del fumetto britannico durante gli anni '70, alla quale ha contribuito con la fondazione di diverse riviste, tra cui Battle, Action e 2000 AD, e dando vita a personaggi di successo come Judge Dredd (con lo stesso Mills e il disegnatore Carlos Ezquerra), Strontium Dog e Robohunter. Ha inoltre lavorato a diversi adattamenti a fumetti della serie televisiva Doctor Who. Per il mercato statunitense ha scritto la graphic novel A History of Violence, da cui è tratto l'omonimo lungometraggio diretto da David Cronenberg, e numerose storie dedicate al personaggio di Batman, spesso in coppia con il collega Alan Grant.

## Biografia
Passa i primi 13 anni della sua vita negli Stati Uniti, per poi trasferirsi con la famiglia in Scozia. Dopo le superiori comincia a lavorare in una tipografia, frequentando il college durante i giorni feriali, finché sua zia non gli mostra un manifesto di assunzioni per assistenti editoriali della DC Thomson, con sede a Dundee. Ottenuto il l'impiego, diviene l'editor della rivista a fumetti rosa Romeo, scrivendo anche degli oroscopi. Qui conosce Pat Mills, insieme al quale diviene un freelancer nel 1971 e propone diversi soggetti alla IPC di Londra. Il loro primo lavoro per l'editore è la sceneggiatura di un albo della serie Cor!!. L'editor Bob Paynter acquista 12 dei 23 soggetti a lui sottoposti da Wagner e Mills, che cominciano a lavorare su diverse serie dell'editore, venendo notati dai manager John Purdie e John Sanders. Dopo nove mesi il sodalizio tra Wagner e Mills s'interrompe, con il primo che si trasferisce a Londra entrando in pianta stabile nello staff della IPC, divenendo editor delle testate per ragazze Sandie e Princess Tina fino al 1973. Al termine di questa esperienza abbandona momentaneamente il mondo dei fumetti, cambiando diversi lavori.
Nell'autunno del 1974, Pat Mills, divenuto editor della neonata rivista Battle Picture Weekly per la IPC, richiama Wagner alla casa editrice per aiutarlo a sviluppare nuovi personaggi. Stanchi dei fumetti per ragazzi, i due decidono di sviluppare degli eroi che avessero come perno la classe operaia. Grazie a questa premessa, il primo numero di Battle Picture Weekly, datato 8 marzo 1975, è subito un successo. Contemporaneamente, Wagner continua a scrivere serie dedicate ad un giovane pubblico, tornando ad essere un freelance nel 1976, anno in cui fonda con Mills la rivista 2000 AD e dà vita, insieme ad altri personaggi e con la collaborazione del disegnatore Carlos Ezquerra, a Judge Dredd. Wagner inizialmente non è soddisfatto del design del personaggio elaborato da Ezquerra, considerandolo troppo sopra le righe, e abbandona la testata dopo il primo numero, per poi tornarvi con il numero 9.
Nel 1979 Wagner e Mills collaborano ad una serie di adattamenti a fumetti della serie Doctor Who per la Marvel U.K., provando al contempo a proporre soggetti per la stessa serie TV, salvo poi rinunciarvi per continue richieste di revisione.
Dal 1980 al 1988 Wagner instaura un profondo sodalizio con Alan Grant, già suo coinquilino e collega su 2000 AD. I due scrivono insieme sotto diversi pseudonimi ed entrano a far parte della cosiddetta British Invasion del fumetto americano, debuttando con la miniserie Outcast pubblicata dalla DC Comics, per poi scrivere diverse testate dedicate al personaggio di Batman, come Detective Comics e Legends of the Dark Knight. I due creano anche il fumetto distopico The Last American, disegnato da Mike McMahon e pubblicato dalla Epic Comics, etichetta della Marvel Comics. Per quest'ultima, Wagner scrive anche alcuni numeri speciali del Punitore.
Nel 1987, la divisione fumetti di IPC viene venduta a Robert Maxwell che, nel 1989, nomina John Davidge direttore editoriale. Nel giro di una settimana Wagner lo avvicina e, svuotando una grossa borsa di merchandising del Giudice Dredd sulla sua scrivania, sottolinea di non aver ricevuto royalties per nessuno di essi. Davidge, con un passato nell'editoria di riviste e libri, ne rimane scioccato e introduce contratti scritti e pagamenti in royalty per i creatori di fumetti.
Negli anni '90, Wagner e Grant creano la serie The Bogie Man. Inizialmente proposta alla DC Comics, viene poi pubblicata dalla casa casa editrice scozzese Fat Man Press. Entrambi divengono poi editor e consulenti della testata Judge Dredd Magazine, per la quale Wagner scrive i primi tre archi narrativi disegnati da Colin MacNeil, intitolati America. Tale ruolo impedisce a Wagner di lavorare con continuità a 2000 AD, venendo sostituito da altri autori come Garth Ennis, Grant Morrison e Mark Millar. Wagner e Grant tornano a scrivere insieme nel 1992 la miniserie Judgment on Gotham, il primo team up tra Batman e Judge Dredd, con i disegni di Simon Bisley. Nella seconda metà degli anni '90, Wagner collabora con la Dark Horse Comics, scrivendo fumetti su licenza di noti franchise come Star Wars, Aliens e Xena: Warrior Princess. Nel 1997 scrive la graphic novel A History of Violence, disegnata da Vince Locke e pubblicata dalla Paradox Press, etichetta della DC Comics.